# Groot-Brittannië op de Olympische Zomerspelen 2004
Groot-Brittannië nam deel aan de Olympische Zomerspelen 2004 in Athene, Griekenland. In vergelijking tot de vorige editie haalde het twee gouden medailles minder. Het totale aantal medailles nam daarentegen met twee toe. Net als de vorige keer haalde het de tiende plaats in het medailleklassement.

## Medailleoverzicht
| Sport            | Olympiër                                                               | Discipline                    | Medaille |
| ---------------- | ---------------------------------------------------------------------- | ----------------------------- | -------- |
| Atletiek         | Darren Campbell Marlon Devonish Mark Lewis-Francis Jason Gardener      | 4x100m (m)                    | Goud     |
| Atletiek         | Kelly Holmes                                                           | 800m (v)                      | Goud     |
| Atletiek         | Kelly Holmes                                                           | 1500m (v)                     | Goud     |
| Paardensport     | Leslie Law                                                             | eventing individueel          | Goud     |
| Roeien           | Ed Coode James Cracknell Matthew Pinsent Steve Williams                | vier-zonder (m)               | Goud     |
| Wielrennen       | Chris Hoy                                                              | tijdrit (m)                   | Goud     |
| Wielrennen       | Bradley Wiggins                                                        | individuele achtervolging (m) | Goud     |
| Zeilen           | Ben Ainslie                                                            | finn (m)                      | Goud     |
| Zeilen           | Shirley Robertson Sarah Webb Sarah Ayton                               | yngling (v)                   | Goud     |
| Badminton        | Nathan Robertson Gail Emms                                             | dubbelspel (g)                | Zilver   |
| Boksen           | Amir Khan                                                              | -60kg (m)                     | Zilver   |
| Kanovaren        | Campbell Walsh                                                         | K-1 slalom (m)                | Zilver   |
| Paardensport     | Jeanette Brakewell William Fox-Pitt Pippa Funnell Mary King Leslie Law | eventing team                 | Zilver   |
| Roeien           | Cath Bishop Katherine Grainger                                         | twee-zonder (v)               | Zilver   |
| Roeien           | Debbie Flood Frankrijks Houghton Alison Mowbray Rebecca Romero         | dubbel-vier (v)               | Zilver   |
| Schoonspringen   | Leon Taylor Peter Waterfield                                           | 10m toren synchroon (m)       | Zilver   |
| Wielrennen       | Steve Cummings Rob Hayles Paul Manning Bradley Wiggins                 | ploegenachtervolging (m)      | Zilver   |
| Zeilen           | Joe Glanfield Nick Rogers                                              | 470 (m)                       | Zilver   |
| Atletiek         | Kelly Sotherton                                                        | zevenkamp (v)                 | Brons    |
| Boogschieten     | Alison Williamson                                                      | individueel (v)               | Brons    |
| Kanovaren        | Ian Wynne                                                              | K-1 500m (m)                  | Brons    |
| Kanovaren        | Helen Reeves                                                           | K-1 slalom (v)                | Brons    |
| Moderne vijfkamp | Georgina Harland                                                       | vrouwen                       | Brons    |
| Paardensport     | Pippa Funnell                                                          | eventing individueel          | Brons    |
| Roeien           | Elise Laverick Sarah Winckless                                         | dubbel-twee (v)               | Brons    |
| Wielrennen       | Rob Hayles Bradley Wiggins                                             | ploegkoers (m)                | Brons    |
| Zeilen           | Nick Dempsey                                                           | mistral one design (m)        | Brons    |
| Zeilen           | Chris Draper Simon Hiscocks                                            | 49er klasse                   | Brons    |
| Zwemmen          | David Davies                                                           | 1500m vrije slag (m)          | Brons    |
| Zwemmen          | Stephen Parry                                                          | 200m vlinderslag (m)          | Brons    |

## Deelnemers en uitslagen per onderdeel

### Atletiek
| Olympiër                                                           | Discipline               | Resultaat | Prestatie                                                                                            |
| ------------------------------------------------------------------ | ------------------------ | --------- | --- |
| Darren Campbell                                                    | 100m (m)                 | 41e       | serie 1: 4de in 10,35                                                                                |
| Jason Gardener                                                     | 100m (m)                 | 9e        | serie 7: 2de in 10,15 kwartfinale 3: 2de in 10,15 halve finale 2: 5de in 10,12                       |
| Mark Lewis-Francis                                                 | 100m (m)                 | 11e       | serie 2: 1ste in 10,13 kwartfinale 1: 2de in 10,12 halve finale 1: 5de in 10,28                      |
| Darren Campbell                                                    | 200m (m)                 | 15e       | serie 2: 4de in 20,72 kwartfinale 4: 4de in 20,59 halve finale 1: 8ste in 20,89                      |
| Chris Lambert                                                      | 200m (m)                 | DNF       | serie 3: niet gefinisht                                                                              |
| Christian Malcolm                                                  | 200m (m)                 | 12e       | serie 5: 2de in 20,62 kwartfinale 3: 5de in 20,56 halve finale 2: 7de in 20,77                       |
| Timothy Benjamin                                                   | 400m (m)                 | 22e       | serie 8: 3de in 45,69 halve finale 3: 8ste in 46,28                                                  |
| Daniel Caines                                                      | 400m (m)                 | 30e       | serie 4: 4de in 46,15                                                                                |
| Malachi Davis                                                      | 400m (m)                 | 35e       | serie 6: 5de in 46,28                                                                                |
| Ricky Soos                                                         | 800m (m)                 | 16e       | serie 2: 2de in 1.45,70 halve finale 3: 6de in 1.46,74                                               |
| Michael East                                                       | 1500m (m)                | 6e        | serie 3: 1ste in 3.37,37 halve finale 1: 6de in 3.36,46 finale: 6de in 3.36,33                       |
| John Mayock                                                        | 5000m (m)                | 17e       | serie 1: 10de in 13.26,81                                                                            |
| Robert Newton                                                      | 110m horden (m)          | 42e       | serie 4: 7de in 13,85                                                                                |
| Andrew Turner                                                      | 110m horden (m)          | 36e       | serie 5: 8ste in 13,75                                                                               |
| Matthew Douglas                                                    | 400m horden (m)          | 27e       | serie 5: 6de in 49,77                                                                                |
| Christopher Rawlinson                                              | 400m horden (m)          | 24e       | serie 1: 3de in 48,94 halve finale 2: 8ste in 50,89                                                  |
| Justin Chaston                                                     | 3000m steeplechase (m)   | 22e       | serie 3: 5de in 8.28,35                                                                              |
| Jason Gardener Darren Campbell Marlon Devonish Mark Lewis-Francis  | 4x100m (m)               | Goud      | serie 2: 2de in 38,53 finale: 1ste in 38,07                                                          |
| Timothy Benjamin Sean Baldock Malachi Davis Matthew Elias          | 4x400m (m)               | 5e        | serie 1: 1ste in 3.02,40 finale: 5de in 3.01,07                                                      |
| Jon Brown                                                          | marathon (m)             | 4e        | 2:12.26                                                                                              |
| Matthew O'Dowd                                                     | marathon (m)             | 50e       | 2:22.37                                                                                              |
| Dan Robinson                                                       | marathon (m)             | 23e       | 2:17.53                                                                                              |
| Chris Tomlinson                                                    | verspringen (m)          | 5e        | kwalificatie groep B: 2de met 8,23m finale: 5de met 8,25m                                            |
| Nathan Douglas                                                     | hink-stap-springen (m)   | 13e       | kwalificatie groep B: 6de met 16,84m                                                                 |
| Phillips Idowu                                                     | hink-stap-springen (m)   | DNF       | kwalificatie groep A: 2de met 17,33m finale: geen geldige poging                                     |
| Nick Buckfield]                                                    | polsstokhoogspringen (m) | 21e       | kwalificatie groep B: 11de met 5,60m                                                                 |
| Emeka Udechuku                                                     | discuswerpen (m)         | 25e       | kwalificatie groep A: 12de met 58,41m                                                                |
| Steve Backley                                                      | speerwerpen (m)          | 4e        | kwalificatie groep A: 6de met 80,68m finale: 4de met 84,13m                                          |
| Nick Nieland                                                       | speerwerpen (m)          | 28e       | kwalificatie groep B: 14de met 72,79m                                                                |
| Dean Macey                                                         | tienkamp (m)             | 4e        | 8414 punten                                                                                          |
|                                                                    |                          |           | |
| Abiodun Oyepitan                                                   | 100m (v)                 | 9e        | serie 8: 2de in 11,23 kwartfinale 1: 3de in 11,28 halve finale 1: 5de in 11,18                       |
| Joice Maduaka                                                      | 200m (v)                 | 23e       | serie 3: 4de in 23,15 kwartfinale 4: 5de in 23,30                                                    |
| Abiodun Oyepitan                                                   | 200m (v)                 | 8e        | serie 4: 2de in 22,50 kwartfinale 3: 2de in 22,79 halve finale 1: 2de in 22,56 finale: 8ste in 22,87 |
| Donna Fraser                                                       | 400m (v)                 | 20e       | serie 3: 2de in 51,19 halve finale 2: 7de in 51,94                                                   |
| Lee McConnell                                                      | 400m (v)                 | 23e       | serie 1: 2de in 51,19 halve finale 3: 8ste in 52,63                                                  |
| Christine Ohurougu                                                 | 400m (v)                 | 10e       | serie 6: 3de in 50,50 halve finale 1: 4de in 51,00                                                   |
| Joanne Fenn                                                        | 800m (v)                 | 15e       | serie 4: 3de in 2.03,72 halve finale 3: 6de in 2.00,60                                               |
| Kelly Holmes                                                       | 800m (v)                 | Goud      | serie 3: 1ste in 2.00,81 halve finale 1: 1ste in 1.57,98 finale: 1ste in 1.56,38                     |
| Kelly Holmes                                                       | 1500m (v)                | Goud      | serie 2: 2de in 4.05,58 halve finale 2: 2de in 4.04,77 finale: 1ste in 3.57,90 (NR)                  |
| Joanne Pavey                                                       | 1500m (v)                | 35e       | serie 3: 13de in 4.12,50                                                                             |
| Hayley Tullett                                                     | 1500m (v)                | 20e       | serie 1: 7de in 4.07,27 halve finale 1: 11de in 4.08,92                                              |
| Joanne Pavey                                                       | 5000m (v)                | 5e        | serie 2: 3de in 14.55,45 finale: 5de in 14.57,87                                                     |
| Kathy Butler                                                       | 10000m (v)               | 12e       | 31.41,13                                                                                             |
| Paula Radcliffe                                                    | 10000m (v)               | DNF       | niet gefinisht                                                                                       |
| Sarah Claxton                                                      | 100m horden (v)          | 22e       | serie 4: 6de in 13,14                                                                                |
| Christine Ohuruogu Catherine Murphy Helen Karagounis Lee McConnell | 4x400m (v)               | 4e        | serie 1: 4de in 3.26,99 finale: 4de in 3.25,12                                                       |
| Tracey Morris                                                      | marathon (v)             | 29e       | 2:41.00                                                                                              |
| Paula Radcliffe                                                    | marathon (v)             | DNF       | niet gefinisht                                                                                       |
| Liz Yelling                                                        | marathon (v)             | 25e       | 2:40.13                                                                                              |
| Jade Johnson                                                       | verspringen (v)          | 6e        | kwalificatie groep A: 2de met 6,71m finale: 6de met 6,80m                                            |
| Shelley Newman                                                     | discuswerpen (v)         | 33e       | kwalificatie groep B: 16de met 56,04m                                                                |
| Philippa Roles                                                     | discuswerpen (v)         | 18e       | kwalificatie groep A: 9de met 58,83m                                                                 |
| Katherine Sayers                                                   | speerwerpen (v)          | 20e       | kwalificatie groep B: 9de met 59,11m                                                                 |
| Lorraine Shaw                                                      | kogelslingeren (v)       | 30e       | kwalificatie groep B: 15de met 64,79m                                                                |
| Shirley Webb                                                       | kogelslingeren (v)       | 41e       | kwalificatie groep A: 20ste met 61,60m                                                               |
| Denise Lewis                                                       | zevenkamp (v)            | DNF       | niet gefinisht                                                                                       |
| Kelly Sotherton                                                    | zevenkamp (v)            | Brons     | 6424 punten                                                                                          |

### Badminton
| Olympiër                       | Discipline     | Resultaat | Prestatie |
| ------------------------------ | -------------- | --------- | --- |
| Richard Vaughan                | enkelspel (m)  | 9e        | 1ste ronde: W van POR Vasconcelos: 15-5, 15-5 2de ronde: V van KOR Shon: 9-15, 4-15 |
| Anthony Clark Nathan Robertson | dubbelspel (m) | 9e        | 1ste ronde: W van THA Ngernsrisuk/Prapakamol: 15-5, 15-9 2de ronde: V van INA Hian/Limpele: 7-15, 12-15 |
|                                |                |           | |
| Tracey Hallam                  | enkelspel (v)  | 5e        | 1ste ronde: W van GER Schenk: 11-7, 6-11, 11-9 2de ronde: W van DEN Martin: 11-2, 5-11, 13-10 kwartfinale: V van NED Audina: 0-11, 9-11                                                                               |
| Kelly Morgan                   | enkelspel (v)  | 9e        | 1ste ronde: W van AUS Permana: 11-5, 11-3 2de ronde: V van CHN Zhang: 6-11, 8-11 |
| Gail Emms Donna Kellogg        | dubbelspel (v) | 9e        | 1ste ronde: W van HKG Koon/Li: 15-4, 15-4 2de ronde: V van CHN Wei/Zhao: 15-13, 7-15, 5-15 |
| Ella Tripp Joanne Wright       | dubbelspel (v) | 9e        | 1ste ronde: W van BUL Boteva/Nedelcheva: 17-15, 17-14 2de ronde: V van NED Audina/Jonathans: 7-15, 7-15 |
|                                |                |           | |
| Nathan Robertson Gail Emms     | dubbelspel (g) | Zilver    | 1ste ronde: vrij 2de ronde: W van GER Pitro/Siegemund: 15-11, 15-4 kwartfinale: W van CHN Chen/Zhao: 15-8, 17-15 halve finale: W van DEN Olsen/Rasmussen: 15-6, 15-12 finale: V van CHN Zhang/Gao: 1-15, 15-12, 12-15 |
| Robert Blair Natalie Munt      | dubbelspel (g) | 9e        | 1ste ronde: W van JPN Otsuka/Yamamoto: 13-15, 15-7, 15-13 2de ronde: V van INA Marissa/Widianto: 8-15, 12-15 |

### Boksen
| Olympiër  | Discipline | Resultaat | Prestatie |
| --------- | ---------- | --------- | --- |
| Amir Khan | -57kg (m)  | 9e        | 1ste ronde: W van GRE Kaperonis: scheidsrechterlijke beslissing 2de ronde: W van BUL Stilianov: 37-21 kwartfinale: W van KOR Jong: scheidsrechterlijke beslissing halve finale: W van KAZ Yeleuov: 40-26 finale: V van CUB Mesa: 22-30 |

### Boogschieten
| Olympiër                                     | Discipline      | Resultaat | Prestatie |
| -------------------------------------------- | --------------- | --------- | --- |
| Larry Godfrey                                | individueel (m) | 17e       | plaatsingsronde: 31ste met 650 punten 1ste ronde: W van TUR Orbay: 157-155 2de ronde: W van SWE Petersson: 163-162 3de ronde: W' van UKR Ruban: 167-162 kwartfinale: W van TPE Chen: 110-108 halve finale: V van ITA Galiazzo: 108-110 bronzen finale V van AUS Cuddihy: 112-113 |
|                                              |                 |           | |
| Naomi Folkard                                | individueel (v) | 17e       | plaatsingsronde: 17de met 638 punten 1ste ronde: W van KAZ Pilipova: 139-128 2de ronde: W van FIN Piuva: 156-151 3de ronde: V van KOR Park: 159-171 |
| Helen Palmer                                 | individueel (v) | 54e       | plaatsingsronde: 61ste met 594 punten 1ste ronde: V van CHN He: 130-141 |
| Alison Williamson                            | individueel (v) | Brons     | plaatsingsronde: 21ste met 637 punten 1ste ronde: W van USA Dykman: 147-121 2de ronde: W van JPN Kitabatake: 154-150 3de ronde: W' van CHN Zhang: 165-161 kwartfinale: W van CHN He: 109-89 halve finale: V van KOR Park: 100-110 bronzen finale W van TPE Yuan: 105-104         |
| Naomi Folkard Helen Palmer Alison Williamson | team (v)        | 12e       | plaatsingsronde: 12de met 1869 punten 1ste ronde: V van India: 228-230 |

Vrouwenteam
- — 12e plaats

### Gewichtheffen
| Olympiër        | Discipline | Resultaat | Prestatie                                                       |
| --------------- | ---------- | --------- | --------------------------------------------------------------- |
| Kamran Panjavi  | -62kg (m)  | DNF       | trekken: geen geldige poging                                    |
|                 |            |           |                                                                 |
| Michaela Breeze | -58kg (v)  | 9e        | trekken: 10de met 92,5kg trekken: 7de met 120kg totaal: 212,5kg |

### Gymnastiek
| Olympiër                                                                              | Discipline               | Resultaat | Prestatie                                                             |
| Ritmisch                                                                              | Ritmisch                 | Ritmisch  | Ritmisch                                                              |
| ------------------------------------------------------------------------------------- | ------------------------ | --------- | --------------------------------------------------------------------- |
| Hannah McKibbin                                                                       | individueel (v)          | 21e       | kwalificatie: 21ste met 82,300 punten                                 |
| Trampoline                                                                            |                          |           |                                                                       |
| Gary Smith                                                                            | trampoline (m)           | 7e        | kwalificatie: 7de met 67,20 punten finale: 7de met 40,00 punten       |
|                                                                                       |                          |           |                                                                       |
| Kirsten Lawton                                                                        | trampoline (v)           | 12e       | kwalificatie: 12de met 60,20 punten                                   |
| Turnen                                                                                |                          |           |                                                                       |
| Katy Lennon                                                                           | individuele meerkamp (v) | 21e       | kwalificatie: 28ste met 36,237 punten finale: 21ste met 35,374 punten |
| Beth Tweddle                                                                          | individuele meerkamp (v) | 19e       | kwalificatie: 19de met 39,612 punten finale: 19de met 35,761 punten   |
| Cherrelle Fennell Vanessa Hobbs Katy Lennon Elizabeth Line Beth Tweddle Nicola Willis | individuele meerkamp (v) | 11e       | kwalificatie: 11de met 145,797 punten                                 |

### Hockey
| Olympiër | Discipline | Resultaat | Prestatie |
| --- | ---------- | --------- | --- |
| Simon Mason Jimi Lewis Rob Moore Craig Parnham Niall Stott Tom Bertram Mark Pearn Jimmy Wallis Brett Garrard Ben Hawes Daniel Hall Michael Johnson Guy Fordham Barry Middleton Graham Dunlop Graham Moodie | mannen     | 9e        | groep A: 5de W van Egypte: 3-1 V van Zuid-Korea: 2-3 V van Spanje: 1-5 V van Duitsland: 1-4 V van Pakistan: 2-8 9-12de plek: V van Argentinië: 4-1 9-10de plek: W van Zuid-Afrika: 1-1 (4-3) |

| Groep A |                  |             |             |             |             |            |            |            |        |
| #       | Land             | Wedstrijden | Wedstrijden | Wedstrijden | Wedstrijden | Doelpunten | Doelpunten | Doelpunten | Punten |
| #       | Land             | G           | W           | G           | V           | V          | T          | Saldo      | Punten |
| 1       | Spanje           | 5           | 3           | 2           | 0           | 14         | 3          | +11        | 11     |
| 2       | Duitsland        | 5           | 3           | 2           | 0           | 15         | 6          | +9         | 11     |
| 3       | Pakistan         | 5           | 3           | 0           | 2           | 19         | 8          | +11        | 9      |
| 4       | Zuid-Korea       | 5           | 2           | 1           | 1           | 17         | 8          | +9         | 8      |
| 5       | Groot-Brittannië | 5           | 1           | 0           | 4           | 9          | 21         | −12        | 3      |
| 6       | Egypte           | 5           | 0           | 2           | 3           | 2          | 30         | −28        | 0      |

| Ronde       | Datum  | Plaats           | Land | Score            | Land |
| ----------- | ------ | ---------------- | ---- | ---------------- | ---- |
| Groepsfase  |        |                  |      |                  |      |
| 15 augustus | Athene | Groot-Brittannië | 3-1  | Egypte           |      |
| 17 augustus | Athene | Zuid-Korea       | 3-2  | Groot-Brittannië |      |
| 19 augustus | Athene | Groot-Brittannië | 1-5  | Spanje           |      |
| 21 augustus | Athene | Duitsland        | 4-1  | Groot-Brittannië |      |
| 23 augustus | Athene | Pakistan         | 8-2  | Groot-Brittannië |      |
| 9-12de plek |        |                  |      |                  |      |
| 25 augustus | Athene | Groot-Brittannië | 4-1  | Argentinië       |      |
| 9-10de plek |        |                  |      |                  |      |
| 27 augustus | Athene | Zuid-Afrika      | 1-1  | Groot-Brittannië |      |

### Judo
| Olympiër           | Discipline | Resultaat | Prestatie |
| ------------------ | ---------- | --------- | --- |
| Craig Fallon       | -60kg (v)  | 17e       | 1ste ronde: vrij 2de ronde: W van AUS Fernandis: ippon 3de ronde: V van GRE Zintiridis: ippon |
| Winston Gordon     | -90kg (v)  | 5e        | 1ste ronde: W van AUS Kelly: ippon 2de ronde: W van DOM Geraldino: ippon kwartfinale: W van BRA Honorato: yuko halve finale: V van GEO Zviadauri: ippon bronzen finale: V van NED Huizinga: ippon |
|                    |            |           | |
| Georgina Singleton | -52kg (v)  | 7e        | 1ste ronde: W van BRA Hukuda: ippon 2de ronde: W van VEN Velazquez: yuko kwartfinale: V van JPN Yokosawa: ippon herkansingen: W van PRK Ri: yuko herkansingen 2: V van BEL Heylen: yuko           |
| Sophie Cox         | -57kg (v)  | 9e        | 1ste ronde: W van FIJ Nasaudrodro: ippon 2de ronde: W van GRE Boukouvala: koka kwartfinale: V van PRK Kye: ippon herkansingen: V van RUS Yukhareva: ippon                                         |
| Sarah Clark        | -63kg (v)  | 13e       | 1ste ronde: vrij 2de ronde: V van AUT Heill: ippon herkansingen: V van USA Rousey: ippon |
| Kate Howey         | -70kg (v)  | 13e       | 1ste ronde: W van TKM Salayeva: ippon 2de ronde: V van CAN Roberge: yuko |
| Rachel Wilding     | -78kg (v)  | 9e        | 1ste ronde: vrij 2de ronde: W van ESP Miguel: ippon kwartfinale: V van UKR Matrosova: ippon herkansingen: V van KOR Lee: koka                                                                     |
| Karina Bryant      | +78kg (v)  | 9e        | 1ste ronde: V van CUB Beltran: yuko herkansingen: W van CGO Bvegadzi: ippon herkansingen 2: V van VEN Blanco: waza-ari                                                                            |

### Kanovaren
| Olympiër                    | Discipline    | Resultaat | Prestatie                                                                          |
| Slalom                      | Slalom        | Slalom    | Slalom                                                                             |
| --------------------------- | ------------- | --------- | ---------------------------------------------------------------------------------- |
| Stuart McIntosh             | C-1 (m)       | 8e        | voorronde: 5de in 202,74 halve finale: 7de in 100,08 finale: 8ste in 211,19        |
| Stuart Bowman Nick Smith    | C-2 (m)       | 9e        | voorronde: 2de in 213,41 halve finale: 9de in 114,02                               |
| Campbell Walsh              | K-1 (m)       | Zilver    | voorronde: 2de in 188,98 halve finale: 1ste in 93,68 finale: 2de in 190,17         |
|                             |               |           |                                                                                    |
| Helen Reeves                | K-1 (v)       | Brons     | voorronde: 3de in 213,63 halve finale: 5de in 108,90 finale: 3de in 218,77         |
| Sprint                      |               |           |                                                                                    |
| Ian Wynne                   | K-1 500m (m)  | Brons     | serie 2: 1ste in 1.37,341 halve finale 2: 1ste in 1.38,911 finale: 3de in 1.38,547 |
| Tim Brabants                | K-1 1000m (m) | 5e        | serie 2: 1ste in 3.24,412 finale: 5de in 3.30,552                                  |
| Paul Darby-Dowman Ian Wynne | K-2 1000m (m) | 7e        | serie 2: 2de in 3.10,819 finale: 7de in 3.20,848                                   |
|                             |               |           |                                                                                    |
| Lucy Hardy                  | K-1 500m (v)  | 7e        | serie 2: 4de in 1.54,518 halve finale 2: 3de in 1.56,432 finale: 7de in 1.53,717   |

### Moderne vijfkamp
| Olympiër         | Discipline | Resultaat | Prestatie   |
| ---------------- | ---------- | --------- | ----------- |
| Kate Allenby     | vrouwen    | 8e        | 5236 punten |
| Georgina Harland | vrouwen    | Brons     | 5444 punten |

### Paardensport
| Olympiër                                                               | Discipline  | Resultaat | Prestatie                                                                                               |  |
| Dressuur                                                               | Dressuur    | Dressuur  | Dressuur                                                                                                |  |
| ---------------------------------------------------------------------- | ----------- | --------- | --- |  |
| Richard Davison                                                        | individueel | 22e       | Grand Prix: 21ste met 68,542% Grand Prix Special: 22ste met 66,160%                                     |  |
| Carl Hester                                                            | individueel | 13e       | Grand Prix: 12de met 70,667% Grand Prix Special: 9de met 72,440% Grand Prix Freestyle: 14de met 71,575% |  |
| Emma Hindle                                                            | individueel | 25e       | Grand Prix: 25ste met 67,500%                                                                           |  |
| Nicola McGivern                                                        | individueel | 34e       | Grand Prix: 34ste met 66,458%                                                                           |  |
| Richard Davison Carl Hester Emma Hindle Nicola McGivern                | team        | 7e        | 68,903%                                                                                                 |  |
| Eventing                                                               |             |           | |  |
| Jeanette Brakewell                                                     | individueel | 18e       | 57,80 strafpunten                                                                                       |  |
| William Fox-Pitt                                                       | individueel | DNF       | niet gefinisht                                                                                          |  |
| Pippa Funnell                                                          | individueel | Brons     | 46,60 strafpunten                                                                                       |  |
| Mary King                                                              | individueel | 20e       | 74,00 strafpunten                                                                                       |  |
| Leslie Law                                                             | individueel | Goud      | 44,40 strafpunten                                                                                       |  |
| Jeanette Brakewell William Fox-Pitt Pippa Funnell Mary King Leslie Law | team        | Zilver    | 143 strafpunten                                                                                         |  |
| Springconcours                                                         |             |           | |  |
| Nick Skelton                                                           | individueel | 11e       | kwalificatie: 4de met 6 strafpunten finale: 11de met 13 strafpunten                                     |  |
| Robert Smith                                                           | individueel | 5e        | kwalificatie: 12de met 8 strafpunten finale: 5de met 12 strafpunten                                     |  |

### Roeien
| Olympiër | Discipline             | Resultaat | Prestatie |
| --- | ---------------------- | --------- | --- |
| Ian Lawson | skiff (m)              | 10e       | serie 4: 2de in 7.24,01 herkansingen: 1ste in 6.56,55 halve finale C: 3de in 6.57,95 finale B: 4de in 6.57,63 |
| Matt Langridge Matthew Wells | dubbel-twee (m)        | 7e        | serie 2: 2de in 6.48,13 halve finale 2: 4de in 6.13,71 finale B: 1ste in 6.14,40                              |
| Rick Dunn Tomet Garbett | twee-zonder (m)        | 7e        | serie 1: 3de in 6.58,95 halve finale 1: 4de in 6.25,06 finale B: 1ste in 6.22,04                              |
| Alan Campbell Simon Cottle Peter Gardner Peter Wells                                                                             | dubbel-vier (m)        | 12e       | serie 3: 4de in 5.54,69 herkansingen: 3de in 5.48,65 halve finale 1: 6de in 5.48,52 finale B: 6de in 6.07,87  |
| Nick English Mike Hennessy Mark Hunter Tim Male                                                                                  | lichte vier-zonder (m) | 13e       | serie 2: 4de in 6.05,57 herkansingen: 4de in 5.58,80                                                          |
| Ed Coode James Cracknell Matthew Pinsent Steve Williams                                                                          | vier-zonder (m)        | Goud      | serie 2: 1ste in 6.20,85 halve finale 2: 1ste in 5.50,44 finale: 1ste in 6.06,98                              |
| Robin Bourne-Taylor Christian Cormack Jonno Devlin Dan Ouseley Phil Simmons Tom Stallard Andrew Triggs Hodge Josh West Tom James | acht (m)               | 9e        | serie 2: 4de in 5.32,26 herkansingen: 3de in 5.34,37 finale B: 3de in 5.53,31                                 |
| |                        |           | |
| Helen Casey Tracy Langlands | lichte dubbel-twee (v) | 9e        | serie 3: 4de in 6.59,19 herkansingen: 2de in 6.59,63 halve finale 1: 5de in 6.59,23 finale B: 3de in 7.29,12  |
| Elise Laverick Sarah Winckless                                                                                                   | dubbel-twee (v)        | Brons     | serie 1: 2de in 7.29,75 finale: 3de in 7.07,58                                                                |
| Cath Bishop Katherine Grainger                                                                                                   | twee-zonder (v)        | Zilver    | serie 1: 2de in 7.34,66 finale: 2de in 7.08,66                                                                |
| Debbie Flood Frances Houghton Alison Mowbray Rebecca Romero                                                                      | dubbel-vier (v)        | Zilver    | serie 1: 1ste in 6.15,60 finale: 2de in 6.31,26                                                               |

### Schermen
| Olympiër             | Discipline | Resultaat | Prestatie |
| -------------------- | ---------- | --------- | --- |
| Richard Kruse        | floret (m) | 22e       | 1ste ronde: vrij 2de ronde: W van CHN Wang: 15-11 3de ronde: W van USA Kellner: 15-14 kwartfinale: V van ITA Cassara: 8-15 |
|                      |            |           | |
| Louise Bond-Williams | sabel (v)  | 16e       | 1ste ronde: W van GER König: 15-13 2de ronde: V van RUS Nechayeva: 12-15                                                   |

### Schietsport
| Olympiër         | Discipline             | Resultaat | Prestatie                                                                           |
| ---------------- | ---------------------- | --------- | ----------------------------------------------------------------------------------- |
| Michael Babb     | 50m geweer liggend (m) | 7e        | kwalificatie: 6de met 595 punten (98-99-100-99-100-99) finale: 7de met 696,8 punten |
| Richard Brickell | skeet (m)              | 34e       | kwalificatie: 34ste met 115 punten (23-24-23-21-24)                                 |
| Ian Peel         | trap (m)               | 19e       | kwalificatie: 19de met 116 punten (23-24-23-23-23)                                  |
| Edward Ling      | trap (m)               | 25e       | kwalificatie: 25ste met 112 punten (24-21-24-22-22)                                 |
| Richard Faulds   | dubbeltrap (m)         | 13e       | kwalificatie: 13de met 130 punten (41-44-45)                                        |
|                  |                        |           |                                                                                     |
| Sarah Gibbins    | trap (v)               | 9e        | kwalificatie: 9de met 58 punten (21-17-20)                                          |

### Schoonspringen
| Olympiër                     | Discipline              | Resultaat | Prestatie                                                                                           |
| ---------------------------- | ----------------------- | --------- | --------------------------------------------------------------------------------------------------- |
| Tony Ally                    | 3m plank (m)            | 15e       | voorronde: 16de met 401,52 punten halve finale: 15de met 617,13 punten                              |
| Mark Shipman                 | 3m plank (m)            | 18e       | voorronde: 18de met 396,90 punten halve finale: 18de met 599,88 punten                              |
| Leon Taylor                  | 10m toren (m)           | 6e        | voorronde: 11de met 433,38 punten halve finale: 9de met 628,47 punten finale: 6de met 663,12 punten |
| Peter Waterfield             | 10m toren (m)           | 5e        | voorronde: 4de met 474,03 punten halve finale: 6de met 654,54 punten finale: 5de met 669,24 punten  |
| Tony Ally Mark Shipman       | 3m plank synchroon (m)  | 5e        | 334,98 punten                                                                                       |
| Leon Taylor Peter Waterfield | 10m toren synchroon (m) | Zilver    | 371,52 punten                                                                                       |
|                              |                         |           | |
| Tracey Richardson            | 3m plank (v)            | 28e       | voorronde: 28ste met 209,34 punten                                                                  |
| Jane Smith                   | 3m plank (v)            | 15e       | voorronde: 14de met 282,90 punten halve finale: 15de met 483,75 punten                              |
| Tandi Gerrard Jane Smith     | 3m plank synchroon (v)  | 4e        | 302,25 punten                                                                                       |

### Taekwondo
| Olympiër         | Discipline | Resultaat | Prestatie                                                             |
| ---------------- | ---------- | --------- | --------------------------------------------------------------------- |
| Paul Green       | -58kg (m)  | 9e        | 1ste ronde: W van INA Rahadhani: 6-5 kwartfinale: V van VIE Huân: 2-4 |
| Craig Brown      | -58kg (m)  | 11e       | 1ste ronde: V van AUS Trenton: 6-12                                   |
|                  |            |           |                                                                       |
| Sarah Bainbridge | -67kg (v)  | 11e       | 1ste ronde: V van NED Sobers: 6-7                                     |
| Sarah Stevenson  | +67kg (v)  | 11e       | 1ste ronde: V van VEN Carmona: 8-8                                    |

### Tennis
| Olympiër   | Discipline    | Resultaat | Prestatie                             |
| ---------- | ------------- | --------- | ------------------------------------- |
| Tim Henman | enkelspel (m) | 33e       | 1ste ronde: V van CZE Novák: 3-6, 3-6 |

### Triatlon
| Olympiër        | Discipline | Resultaat | Prestatie  |
| --------------- | ---------- | --------- | ---------- |
| Tim Don         | mannen     | 18e       | 1:54.42,13 |
| Marc Jenkins    | mannen     | 45e       | 2:05.33,60 |
| Andrew Johns    | mannen     | 16e       | 1:54.17,87 |
|                 |            |           |            |
| Julie Dibens    | vrouwen    | 30e       | 2:11.46,01 |
| Michelle Dillon | vrouwen    | 6e        | 2:06.00,77 |
| Jodie Swallow   | vrouwen    | 34e       | 2:15.06,78 |

### Wielersport
| Olympiër                                               | Discipline                    | Resultaat | Prestatie |
| Baan                                                   | Baan                          | Baan      | Baan |
| ------------------------------------------------------ | ----------------------------- | --------- | --- |
| Ross Edgar                                             | sprint (m)                    | 5e        | kwalificatie: 3de in 10,381 1ste ronde: W van BAR Forde: 10,768 2de ronde: V van POL Zielinski herkansingen: 1ste in 10,906 kwartfinale: V van NED Bos: 0-2 5-8ste plek: 1ste in 11,214 |
| Rob Hayles                                             | individuele achtervolging (m) | 4e        | kwalificatie: 4de in 4.17,930 halve finale: 3de in 4.19,559 finale: 4de in 4.22,291 |
| Bradley Wiggins                                        | individuele achtervolging (m) | Goud      | kwalificatie: 1ste in 4.15,165 halve finale: 1ste in 4.17,215 finale: 1ste in 4.16,301                                                                                                  |
| Chris Hoy                                              | tijdrit (m)                   | Goud      | 1.00,711 (OR) |
| Craig MacLean                                          | tijdrit (m)                   | 7e        | 1.02,369 |
| Ross Edgar                                             | keirin (m)                    | 13e       | 1ste ronde: 5de herkansingen: 4de |
| Jamie Staff                                            | keirin (m)                    | 12e       | 1ste ronde: 3de herkansingen: 1ste 2de ronde: 6de 7-12de plaats: 6de |
| Rob Hayles Bradley Wiggins                             | ploegkoers (m)                | Brons     | 12 punten |
| Chris Hoy Craig MacLean Jamie Staff                    | teamsprint (m)                | 5e        | kwalificatie: 7de in 44,693 1ste ronde: V van Duitsland: 44,075 |
| Steve Cummings Rob Hayles Paul Manning Bradley Wiggins | ploegenachtervolging (m)      | Zilver    | kwalificatie: 2de in 4.03,895 halve finale: 2de in 3.59,866 finale: 2de in 4.01,760 |
|                                                        |                               |           | |
| Victoria Pendleton                                     | sprint (v)                    | 9e        | kwalificatie: 10de in 11,646 1ste ronde: V van RUS Abbasova herkansingen: 3de 9-12de plek: 1ste in 12,699                                                                               |
| Emma Davies                                            | individuele achtervolging (v) | 8e        | kwalificatie: 7de in 3.35,609 halve finale: 8ste |
| Victoria Pendleton                                     | tijdrit (v)                   | 6e        | 34,626 |
| Emma Davies                                            | puntenkoers (v)               | 12e       | 4 punten |
| Mountainbike                                           |                               |           | |
| Oli Beckingsale                                        | mannen                        | 17e       | 2:23.15 |
| Liam Killeen                                           | mannen                        | 5e        | 2:18.32 |
| Weg                                                    |                               |           | |
| Stuart Dangerfield                                     | tijdrit (m)                   | 28e       | 1:00.03,72 |
| Stuart Dangerfield                                     | wegwedstrijd (m)              | DNF       | niet gefinisht |
| Roger Hammond                                          | wegwedstrijd (m)              | 7e        | 5:41.56 |
| Charles Wegelius                                       | wegwedstrijd (m)              | DNF       | niet gefinisht |
| Julian Winn                                            | wegwedstrijd (m)              | DNF       | niet gefinisht |
|                                                        |                               |           | |
| Nicole Cooke                                           | tijdrit (v)                   | 19e       | 33.45,22 |
| Nicole Cooke                                           | wegwedstrijd (v)              | 5e        | 3:25.03 |
| Rachel Heal                                            | wegwedstrijd (v)              | 22e       | 3:25.42 |
| Sara Symington                                         | wegwedstrijd (v)              | DNF       | niet gefinisht |

### Worstelen
| Olympiër      | Discipline  | Resultaat   | Prestatie                                                      |
| Vrije stijl   | Vrije stijl | Vrije stijl | Vrije stijl                                                    |
| ------------- | ----------- | ----------- | -------------------------------------------------------------- |
| Nate Ackerman | -74kg (m)   | 19e         | groep 3: 3de V van ARM Gevorgyan: 0-11 V van KAZ Laliyev: 0-11 |

### Zeilen
| Olympiër                                 | Discipline     | Resultaat | Prestatie                                       |
| ---------------------------------------- | -------------- | --------- | ----------------------------------------------- |
| Nick Dempsey                             | mistral (m)    | Brons     | 53 punten: (2-11-15-10-2-9-1-10-1-6-1)          |
| Ben Ainslie                              | finn (m)       | Goud      | 38 punten: (9-DSQ-1-1-4-1-2-3-2-1-14)           |
| Jonathan Glanfield Nick Rogers           | 470 (m)        | Zilver    | 74 punten: (2-3-9-4-17-5-2-3-10-19-22)          |
| Steve Mitchell Iain Percy                | star (m)       | 6e        | 73 punten: (8-3-12-9-6-3-16-5-7-17-4)           |
|                                          |                |           |                                                 |
| Natasha Sturges                          | mistral (v)    | 9e        | 103 punten: (16-10-3-9-9-14-12-11-15-11-9)      |
| Laura Baldwin                            | europe (v)     | 23e       | 178 punten: (21-14-9-23-20-21-25-22-23-21-4)    |
| Christina Bassadone Katherine Hopson     | 470 (v)        | 7e        | 91 punten: (5-14-15-4-5-6-17-RAF-2-16-7)        |
| Sarah Ayton Shirley Robertson Sarah Webb | yngling (v)    | Goud      | 39 punten: (5-4-1-1-4-3-4-6-3-8-DNS)            |
|                                          |                |           |                                                 |
| Paul Goodison                            | laser          | 4e        | 81 punten: (13-3-28-5-11-7-1-9-8-7-17)          |
| Chris Draper Simon Hiscocks              | 49er klasse    | Brons     | 77 punten: (8-5-6-3-10-8-1-13-11-8-2-4-1-9-6-6) |
| Mark Bulkeley Leigh McMillan             | tornado klasse | 13e       | 112 punten: (8-14-17-12-7-14-8-3-16-15-15)      |

### Zwemmen
| Olympiër                                                                           | Discipline            | Resultaat | Prestatie                                                                       |
| ---------------------------------------------------------------------------------- | --------------------- | --------- | ------------------------------------------------------------------------------- |
| Matthew Kidd                                                                       | 100m vrije slag (m)   | 23e       | serie 6: 6de in 49,97                                                           |
| Simon Burnett                                                                      | 200m vrije slag (m)   | 7e        | serie 9: 4de in 1.48,68 halve finale 1: 3de in 1.47,72 finale: 7de in 1.48,02   |
| Adam Faulkner                                                                      | 400m vrije slag (m)   | 17e       | serie 5: 7de in 3.51,97                                                         |
| Graeme Smith                                                                       | 400m vrije slag (m)   | 20e       | serie 6: 8ste in 3.52,41                                                        |
| David Davies                                                                       | 100m vrije slag (m)   | Brons     | serie 3: 1ste in 14.57,03 finale: 3de in 14.45,95 (NR)                          |
| Graeme Smith                                                                       | 100m vrije slag (m)   | 6e        | serie 3: 3de in 15.07,45 finale: 6de in 15.09,71                                |
| Gregor Tait                                                                        | 100m rugslag (m)      | 12e       | serie 5: 5de in 55,77 halve finale 1: 5de in 55,31                              |
| James Goddard                                                                      | 200m rugslag (m)      | 4e        | serie 4: 1ste in 1.57,96 halve finale 1: 1ste in 1.57,25 finale: 4de in 1.57,76 |
| Gregor Tait                                                                        | 200m rugslag (m)      | 7e        | serie 4: 2de in 1.59,35 halve finale 2: 3de in 1.58,75 finale: 7de in 1.59,28   |
| James Gibson                                                                       | 100m schoolslag (m)   | 6e        | serie 7: 2de in 1.00,99 halve finale 2: 2de in 1.01,07 finale: 6de in 1.01,36   |
| Darren Mew                                                                         | 100m schoolslag (m)   | 7e        | serie 6: 2de in 1.00,89 halve finale 1: 2de in 1.00,83 finale: 7de in 1.01,66   |
| Chris Cook                                                                         | 200m schoolslag (m)   | 15e       | serie 4: 5de in 2.14,68 halve finale 1: 8ste in 2.15,91                         |
| Ian Edmond                                                                         | 200m schoolslag (m)   | DSQ       | serie 6: 3de in 2.13,08 halve finale 2: gediskwalificeerd                       |
| Todd Cooper                                                                        | 100m vlinderslag (m)  | 22e       | serie 6: 5de in 53,48                                                           |
| James Hickman                                                                      | 100m vlinderslag (m)  | 15e       | serie 7: 6de in 52,91 halve finale 1: 7de in 53,10                              |
| Stephen Parry                                                                      | 200m vlinderslag (m)  | Brons     | serie 3: 6de in 1.58,88 halve finale 1: 1ste in 1.55,57 finale: 3de in 1.55,52  |
| Robin Francis                                                                      | 200m wisselslag (m)   | 15e       | serie 7: 5de in 2.01,57 halve finale 1: 8ste in 2.03,85                         |
| Adrian Turner                                                                      | 200m wisselslag (m)   | 16e       | serie 6: 7de in 2.01,73 halve finale 2: 8ste in 2.02,86                         |
| Robin Francis                                                                      | 400m wisselslag (m)   | 12e       | serie 4: 5de in 4.18,34                                                         |
| Adrian Turner                                                                      | 400m wisselslag (m)   | 23e       | serie 4: 6de in 4.23,53                                                         |
| Simon Burnett David Carry Ross Davenport Gavin Meadows David O'Brien               | 4x200m vrije slag (m) | 4e        | serie 2: 2de in 7.17,41 finale: 4de in 7.12,60                                  |
| James Gibson James Hickman Matthew Kidd Gregor Tait                                | 4x100m wisselslag (v) | 8e        | serie 2: 3de in 3.36,94 finale: 8ste in 3.37,77                                 |
|                                                                                    |                       |           |                                                                                 |
| Alison Sheppard                                                                    | 50m vrije slag (v)    | 12e       | serie 9: 3de in 25,36 halve finale 1: 5de in 25,36                              |
| Melanie Marshall                                                                   | 200m vrije slag (v)   | 16e       | serie 5: 3de in 2.00,46 halve finale 1: 8ste in 2.01,06                         |
| Rebecca Cooke                                                                      | 400m vrije slag (v)   | 8e        | serie 4: 2de in 4.08,18 finale: 8ste in 4.11,35                                 |
| Joanne Jackson                                                                     | 400m vrije slag (v)   | 21e       | serie 3: 6de in 4.14,89                                                         |
| Rebecca Cooke                                                                      | 800m vrije slag (v)   | 6e        | serie 3: 1ste in 8.28,47 finale: 6de in 8.29,37                                 |
| Sarah Price                                                                        | 100m rugslag (v)      | 16e       | serie 6: 4de in 1.04,17 halve finale 1: 8ste in 1.02,48                         |
| Katy Sexton                                                                        | 100m rugslag (v)      | 13e       | serie 6: 3de in 1.02,01 halve finale 1: 6de in 1.01,96                          |
| Karen Lee                                                                          | 200m rugslag (v)      | 20e       | serie 4: 7de in 2.16,10                                                         |
| Katy Sexton                                                                        | 200m rugslag (v)      | 7e        | serie 3: 3de in 2.13,25 halve finale 1: 4de in 2.12,62 finale: 7de in 2.12,11   |
| Kirsty Balfour                                                                     | 200m schoolslag (v)   | 10e       | serie 4: 4de in 2.29,78 halve finale 2: 5de in 2.28,92                          |
| Georgina Lee                                                                       | 100m vlinderslag (v)  | 20e       | serie 4: 6de in 1.00,45                                                         |
| Georgina Lee                                                                       | 100m vlinderslag (v)  | 10e       | serie 2: 2de in 2.10,99 halve finale 1: 5de in 2.10,93                          |
| Lisa Chapman Kathryn Evans Melanie Marshall Karen Pickering Alison Sheppard        | 4x100m vrije slag (v) | 6e        | serie 1: 2de in 3.41,96 finale: 6de in 3.40,82                                  |
| Joanne Jackson Georgina Lee Caitlin McClatchey Melanie Marshall Karen Pickering    | 4x200m vrije slag (v) | 5e        | serie 1: 1ste in 8.01,77 finale: 5de in 7.59,11                                 |
| Kirsty Balfour Kathryn Evans Georgina Lee Melanie Marshall Sarah Price Katy Sexton | 4x100m wisselslag (v) | DSQ       | serie 2: 2de in 4.05,63 finale: gediskwalificeerd                               |

Afghanistan · Albanië · Algerije · Amerikaanse Maagdeneilanden · Amerikaans-Samoa · Andorra · Angola · Antigua en Barbuda · Argentinië · Armenië · Aruba · Australië · Azerbeidzjan · Bahama's · Bahrein · Bangladesh · Barbados · België · Belize · Benin · Bermuda · Bhutan · Bolivia · Bosnië en Herzegovina · Botswana · Brazilië · Britse Maagdeneilanden · Brunei · Bulgarije · Burkina Faso · Burundi · Cambodja · Canada · Centraal-Afrikaanse Republiek · Chili · China · Chinees Taipei · Colombia · Comoren · Congo-Brazzaville · Congo-Kinshasa · Cookeilanden · Costa Rica · Cuba · Cyprus · Denemarken · Djibouti · Dominica · Dominicaanse Republiek · Duitsland · Ecuador · Egypte · El Salvador · Equatoriaal-Guinea · Eritrea · Estland · Ethiopië · Fiji · Filipijnen · Finland · Frankrijk · Gabon · Gambia · Georgië · Ghana · Grenada · Griekenland · Groot-Brittannië · Guam · Guatemala · Guinee · Guinee‑Bissau · Guyana · Haïti · Honduras · Hongarije · Hongkong · Ierland · IJsland · India · Indonesië · Irak · Iran · Israël · Italië · Ivoorkust · Jamaica · Japan · Jemen · Jordanië · Kaaimaneilanden · Kaapverdië · Kameroen · Kazachstan · Kenia · Kirgizië · Kiribati · Koeweit · Kroatië · Laos · Lesotho · Letland · Libanon · Liberia · Libië · Liechtenstein · Litouwen · Luxemburg · Macedonië · Madagaskar · Malawi · Malediven · Maleisië · Mali · Malta · Marokko · Mauritanië · Mauritius · Mexico · Micronesië · Moldavië · Monaco · Mongolië · Mozambique · Myanmar · Namibië · Nauru · Nederland · Nederlandse Antillen · Nepal · Nicaragua · Nieuw-Zeeland · Niger · Nigeria · Noord-Korea · Noorwegen · Oeganda · Oekraïne · Oezbekistan · Oman · Oostenrijk · Oost‑Timor · Pakistan · Palau · Palestina · Panama · Papoea-Nieuw-Guinea · Paraguay · Peru · Polen · Portugal · Puerto Rico · Qatar · Roemenië · Rusland · Rwanda · Saint Kitts en Nevis · Saint Lucia · Saint Vincent en Grenadines · Salomonseilanden · Samoa · San Marino · Sao Tomé en Principe · Saoedi-Arabië · Senegal · Servië en Montenegro · Seychellen · Sierra Leone · Singapore · Slovenië · Slowakije · Soedan · Somalië · Spanje · Sri Lanka · Suriname · Swaziland · Syrië · Tadzjikistan · Tanzania · Thailand · Togo · Tonga · Trinidad en Tobago · Tsjaad · Tsjechië · Tunesië · Turkije · Turkmenistan · Uruguay · Vanuatu · Venezuela · Verenigde Arabische Emiraten · Verenigde Staten · Vietnam · Wit-Rusland · Zambia · Zimbabwe · Zuid-Afrika · Zuid-Korea · Zweden · Zwitserland